# ريوهي سوزوكي
ريوهي سوزوكي (باليابانية: 鈴木 亮平) (30 يوليو 1983 في أوارا في اليابان – )؛ هو لاعب كرة قدم كان يلعب كلاعب وسط.